# Cestrum laurifolium
Cestrum laurifolium là loài thực vật có hoa trong họ Cà. Loài này được L'Hér. mô tả khoa học đầu tiên năm 1788.